# FAO Schwarz
FAO Schwarz è una società americana di commercio giocattoli., è il più antico negozio di giocattoli degli USA, in attività dal 1862 a Baltimora e poi a New York City.

## Storia

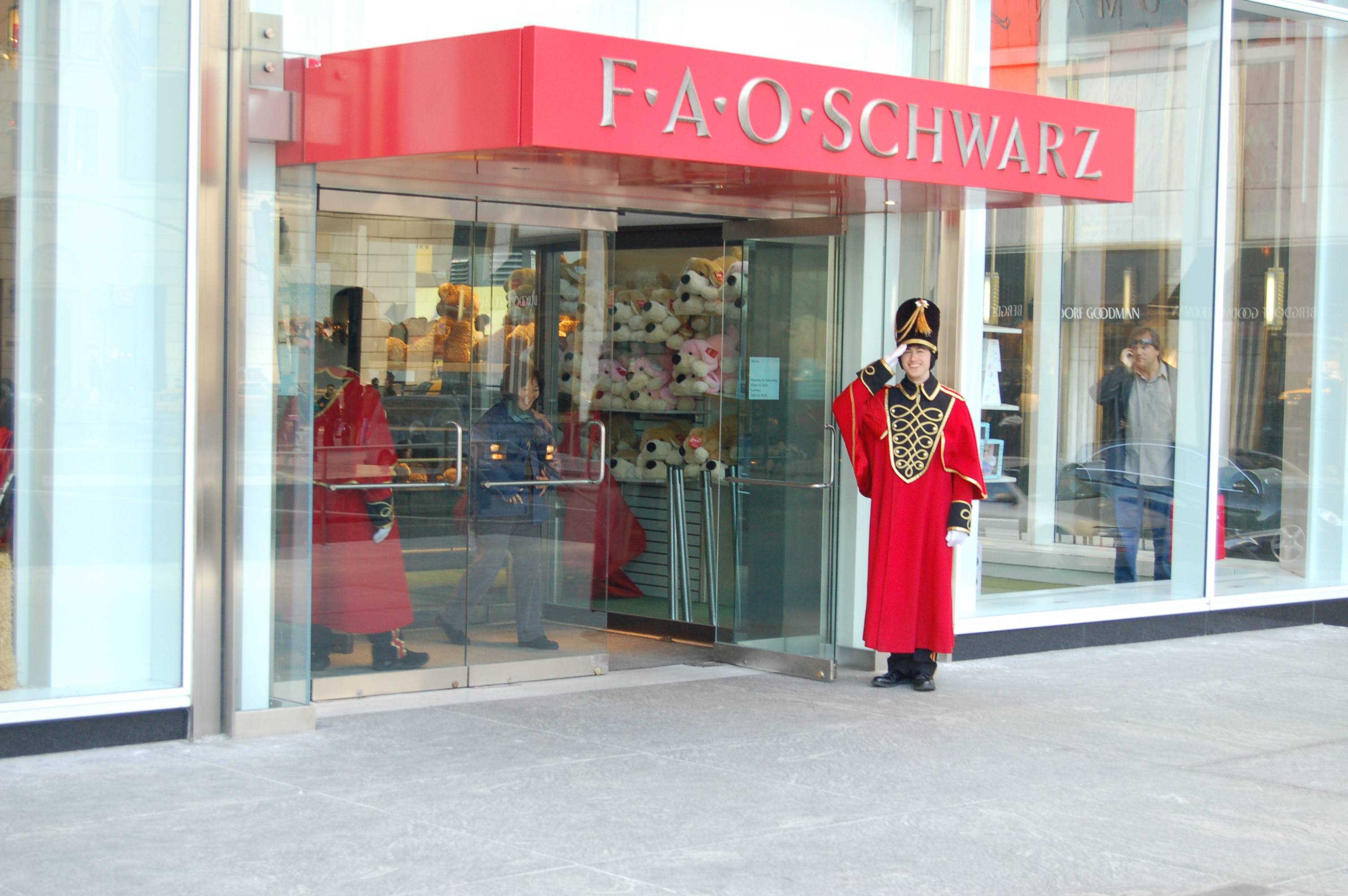
Negozio al General Motors Building

FAO Schwarz fu fondata nel 1862 a Baltimora come "Toy Bazaar" dal tedesco Frederick August Otto Schwarz, immigrato da Herford in Westfalia.
Nel 1870, Schwarz aprì a New York lo "Schwarz Toy Bazaar" al 765 Broadway, poi trasferitosi al 42 E. 14th Street in Union Square nel 1880 e attivo fino 28 aprile 1897, quando prese due negozi al 39 e 41 W. 23rd Street. Il The New York Times lo descrisse come il più grande negozio di giocattoli della città.
Dal novembre 1869, lo Schwarz Toy Bazaar iniziò la tradizione di tenere un'esibizione per la stagione natalizia. Nel 1896, Schwarz proclamò il negozio come "Original Santa Claus Headquarters" a New York. Il catalogo FAO Schwarz è pubblicato ogni anno dal 1876.
Nel 1931, la sede di New York City si spostò al 745 Fifth Avenue, ove rimase per 55 anni. Nel 1963, FAO Schwarz venne acquisita da Parent's Magazine Enterprise. Gli accordi prevedevano delle royalty alla famiglia Schwarz. Venne creata una fondazione dalla famiglia Schwarz, per aiutare i giovani in attività nonprofit. Il 9% della società rimase alla famiglia Schwarz. Successivamente la società divenne di W.R. Grace nel 1970, e poi di Franz Carl Weber di Zurigo, nel 1974.
Nel 1985, Christiana Companies, comprò e tenne per un solo anno FAO Schwarz. Nel 1986, Peter L. Harris, comprò la società con l'aiuto del banchiere Peter Morse. FAO Schwarz poi venne ceduta alla società di diritto olandese NV Koninklijke Bijenkorf Beheer (Royal Vendex/KBB NV) nel 1990.
Seguirono diverse compravendite fino all'acquisizione di D. E. Shaw & Co. nel 2004 e nel 2009 di Toys "R" Us Inc..
Nel 2016 l'attuale proprietario, ThreeSixty Group, Inc. acquisisce il gruppo dal fallimento di Toys ‘R’ Us, Inc.
Il marchio FAO Schwarz è di proprietà della Fondazione della famiglia Schwarz.
Nel 2021 la catena approda in Italia aprendo il suo primo negozio nel centro di Milano in via Orefici.

## Nella cultura popolare

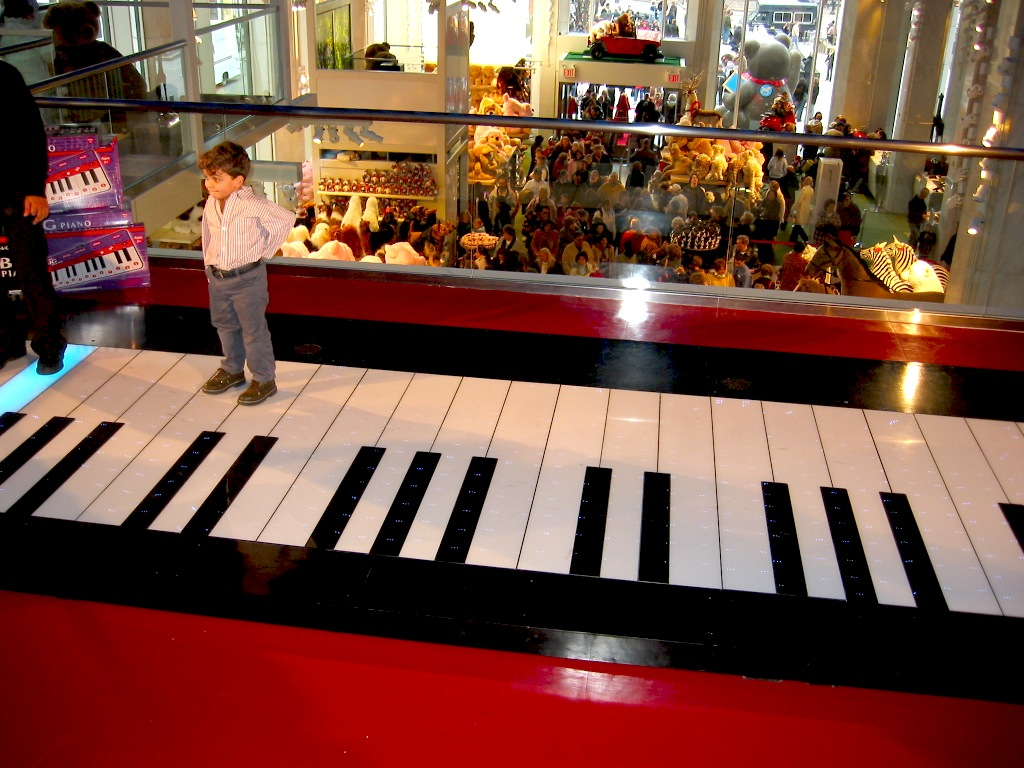
The Walking Piano

Nel negozio di New York vennero girate delle scene nel film del 1988 con Tom Hanks Big, ove il protagonista suona "Heart and Soul" e "Chopsticks sul "The Walking Piano".
Il negozio è stato usato anche in diverse produzioni cinematografiche di Woody Allen Mighty Aphrodite e in Baby Boom (1987), Big Business (1988), e altri.